# Млечна (Нижньосілезьке воєводство)
Млечна (пол. Mleczna) — село в Польщі, у гміні Йорданув-Шльонський Вроцлавського повіту Нижньосілезького воєводства.
Населення — 140 осіб (2011).
У 1975-1998 роках село належало до Вроцлавського воєводства.

## Демографія
Демографічна структура станом на 31 березня 2011 року:
|          | Загалом | Допрацездатний вік | Працездатний вік | Постпрацездатний вік |
| -------- | ------- | ------------------ | ---------------- | -------------------- |
| Чоловіки | 64      | 8                  | 49               | 7                    |
| Жінки    | 76      | 8                  | 53               | 15                   |
| Разом    | 140     | 16                 | 102              | 22                   |